# 兒童腦瘤
兒童腦瘤是兒童常見的腫瘤，在美國，平均1500個兒童便有一名患者。 大部分兒童腦瘤屬於惡性。
兒童腦瘤的成因通常不明。

## 症狀
兒童腦瘤的症狀與成人相似，但一些症狀與成人不一樣，如癲癇及皮膚症狀等。